# Краєво-Цьвікли
Краєво-Цьвікли (пол. Krajewo-Ćwikły) — село в Польщі, у гміні Замбрув Замбровського повіту Підляського воєводства.
Населення — 77 осіб (2011).
У 1975-1998 роках село належало до Ломжинського воєводства.

## Демографія
Демографічна структура станом на 31 березня 2011 року:
|          | Загалом | Допрацездатний вік | Працездатний вік | Постпрацездатний вік |
| -------- | ------- | ------------------ | ---------------- | -------------------- |
| Чоловіки | 38      | 5                  | 24               | 9                    |
| Жінки    | 39      | 12                 | 15               | 12                   |
| Разом    | 77      | 17                 | 39               | 21                   |